# Ohišje
Ohišje je del naprave (recimo računalnika), ki ostalo napravo ščiti pred prahom in zunanjimi vplivi, omogoča ventilacijo ter preprečuje poškodbe na opremi.